# Angus Edmond
Angus Edmond (Christchurch, 3 februari 1976) is een Nieuw-Zeelands veldrijder die anno 2014 rijdt voor het veldritteam Malteni.

## Carrière
Angus verhuisde in zijn jeugdjaren van Nieuw-Zeeland naar Denemarken. In 2012 reed hij zijn eerste internationale cyclocross, de Wereldbeker van Koksijde. Hij eindigde er op de 47-ste en laatste plaats. In 2013 nam hij deel aan bijna alle internationale crossen en werd hij geselecteerd voor het Wereldkampioenschappen veldrijden 2014. Anno december 2014 staat hij 206-de op de UCI ranking. Hij behoort tot de beste veldrijders van zijn land.

## Ereplaatsen
2012–2013
- 47e Wereldbeker Koksijde

2013–2014
- 46e Wereldbeker Valkenburg
- 33e Bpost bank trofee Koppenbergcross
- 33e Superprestiege Zonhoven
- 17e Wiesbaden
- 28e Superprestiege Hamme-Zogge
- 46e Wereldbeker Koksijde
- 30e Scheldecross
- 39e Wereldbeker Heusden-Zolder
- 30e Bpost bank trofee Baal
- 28e Surhuisterveen
- 53e Wereldkampioenschap Elite

2014–2015
- 7e Kronborg
- 48e Wereldbeker Heusden-Zolder
- 39e Superprestiege Diegem